# Cúpula de gallones

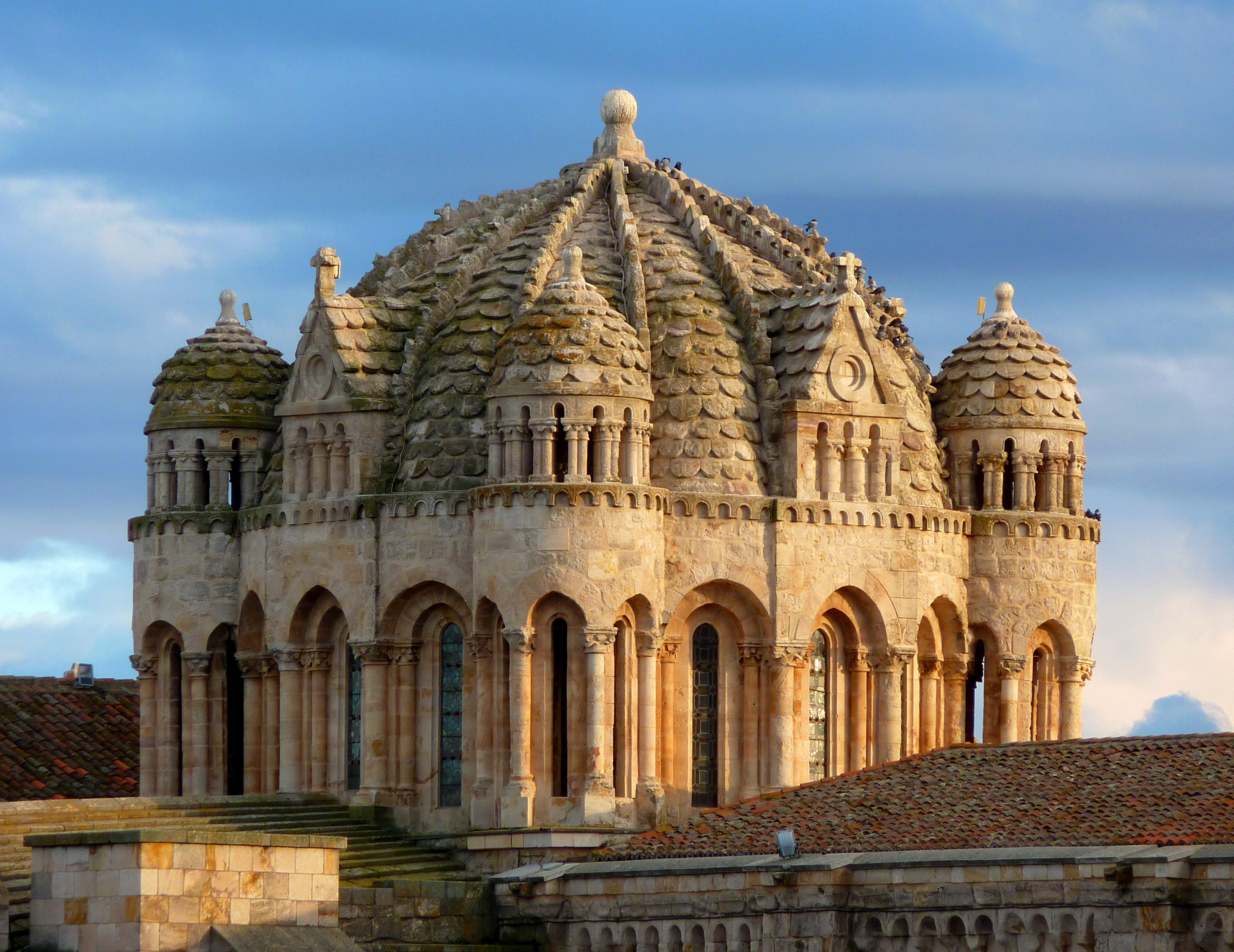
Cúpula gallonada de la catedral de Zamora.

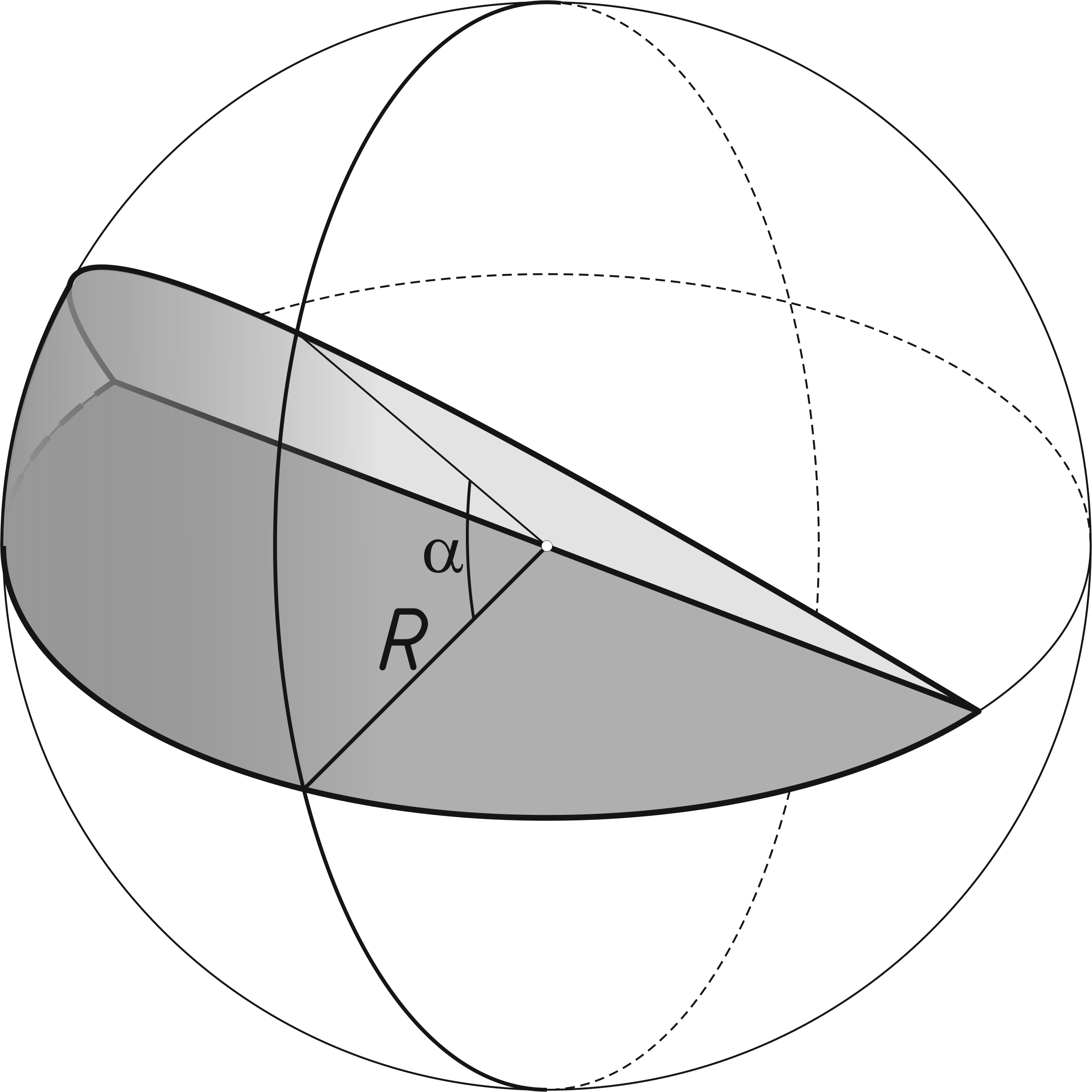
Un gajo idealizado de una posible bóveda.

La cúpula de gallones (denominada también como cúpula gallonada o cúpula de gajos, así como cúpula lobulada) es un tipo de cúpula compuesta por nervaduras de medio punto (semicircunferencias), y superficies cóncavas (plementería) que asemejan los gajos o «gallones» de una naranja. La unión de estos elementos da lugar a aristas entrantes que convergen en el centro de la bóveda. Sustituye a las bóvedas de horno en la cubrición de espacios de planta poligonal, generalmente octogonales. Existen casos de cúpulas gallonadas, uno de los más conocidos en la arquitectura románica es la cúpula de la catedral de Zamora, existiendo otros más modernos como el ejecutado por Antonio Palacios en la cúpula del Bellas Artes de Madrid, o mucho más esteilizadas como puede ser la cubierta del edificio-restaurante del L'Oceanogràfic de Valencia. Este tipo de cúpulas parece tener su origen en la arquitectura de Bizancio.

## Características
Aunque pueden verse ejemplos previos de cúpulas gallonadas en la arquitectura bizantina como es el caso de la cúpula interior de la Iglesia de San Sergio y San Baco y de Chora en la antigua Constantinopla. Su influencia pasó a la arquitectura islámica, y de esta forma, como en España los hispanomusulmanes aprendieron de los constructores bizantinos y hace que su aparición ocurra en la arquitectura nazarí que adoptó su uso. Así parece encontrarlo en diversos ejemplos arquitectónicos el arquitecto y restaurador Torres Balbás en la Alhambra de Granada. Este arte de construir bóvedas se traspasó a América, y su primer ejemplo es la Iglesia de San Matías en Iztacalco (México).
La planta que cubre este tipo de bóvedas suele ser cuadrada (cuatro cascos), u octogonal (ocho cascos). A veces se sustenta en una galería o torre de planta cuadrada que transiciona a un octógono mediante el empleo de trompas ubicadas en un tambor. Las secciones de la superficie de la bóveda se encuentran con una curvatura negativa, es decir son cóncavas. Esta situación hace que tengan un aspecto «hinchado» al ser vistas desde el exterior.